# الحويجبات

الحويجبات بلدية من بلديات دائرة الماء الأبيض ولاية تبسة الجزائرية.

## الموقع
تقع بلدية الحويجبات شرق جنوب عاصمة الولاية يحدها من الشمال بلدية بكارية ومن الغرب بلدية الماء الأبيض ويحدها من الشرق والجنوب دولة تونس.

## تاريخ التأسيس
هي بلدية من بلديات ولاية تبسة تأسست سنة 1978 على يد الرئيس الراحل هواري بومدين,

## المناخ
```
تتميز بمناخ متقلب في بعض الأحيان كشتاء بارد مصحوب بثلوج كثيفة وأمطار غزيرة وصيف حار جدا مصحوب بجو بارد ليلا وربيع معتدل وخريف متقلب
```

## تاريخيا
.من أبرز المناطق التي عانت من إظطهاد المستعمر الفرنسي..و بها عدة شهدأ امثال رشاش التركي....و كثيرون

## السياحة
كما تعتبر بلدية حدودية تستقطب كل صيف كم كبير من المسافرين قاطعين الطريق الوطني رقم 10 قاصدين دولة تونس..مما يسهل تنقلهم عبر معبر بوشبكة الحدودي...

## رياضة
تمتلك فريق في كرة القدم يعرف بفريق ترجي بلدية الحويجبات الذي يعتبر من أنجح الفرق الولائية في السنوات الماضية